# فرودگاه شرمان آرمی
فرودگاه شرمان آرمی (به انگلیسی: Sherman Army Airfield) یک فرودگاه نظامی و غیرنظامی است . این فرودگاه در کشور ایالات متحده آمریکا قرار دارد .